# Miguel Villa Soto
Migue Villa Soto (Valparaíso, Chile, 25 de diciembre de 1942) es un académico chileno, profesor en Historia, Geografía, y Educación Cívica quien desarrolló gran parte de su vida profesional como parte del Centro Latinoamericano y Caribeño de Demografía dependiente de la Comisión Económica para América Latina y el Caribe (Organización de las Naciones Unidas) aportando en estudios sobre demografía, planificación urbana y migración.

## Biografía
Realizó sus estudios superiores en la Universidad de Chile, obteniendo en 1963 el título de Profesor de Estado en Historia, Geografía y Educación Cívica. Posteriormente entre los años 1966 y 1967 recibe el Magíster en Geografía y el Ph. D (c) en Geografía de la Universidad de Minnesota, Minneapolis, Estados Unidos. En el año 1969, el Centro Latinoamericano y Caribeño de Demografía CELADE le otorga el Diplomado en Análisis Demográfico, y el año 1971 la Universidad Erasmus Rotterdam, Países Bajos, le hace entrega de su Diplomado en Planificación Urbana y Regional.
Su experiencia docente se enfoca principalmente en la dictación de cátedras sobre demografía y análisis demográfico en la Universidad de Chile (1971-1973), Universidad de Valparaíso (1995-2003) y en la Universidad Academia de Humanismo Cristiano. A nivel internacional, extendió sus clases en diversas universidades de América y Europa (1974-2009). Desde el año 2012 dicta el curso de Geografía de la Población en la Universidad Metropolitana de Ciencias de la Educación.
Hasta el año 2000 se desempeñó como Jefe del Área de Población y desarrollo de la CELADE-CEPAL y luego fue nombrado Director de la misma organización hasta el 2004. Posteriormente siguió contribuyendo como especialista en asuntos de población.

## Obras
Libros 
- Conmemoración del décimo aniversario de la celebración de la Conferencia Internacional sobre la Población y el Desarrollo: acciones emprendidas para la implementación del programa de acción en América Latina y el Caribe, Serie Población y Desarrollo No. 55 (coordinador). CEPAL

- UNFPA and ECLAC/CELADE: a joint strategy for addressing population and development issues, Nueva York. UNFPA

- Lecciones aprendidas de los censos de la ronda de 2000 en América Latina y el Caribe, Santiago de Chile, CEPAL/CELADE. CEPAL

- Las personas mayores en América Latina y el Caribe: diagnóstico sobre la situación y las políticas. Resumen, Conferencia Regional Intergubernamental sobre envejecimiento, Santiago de Chile, (LC/L.1973) (coordinador). CEPAL

- La migración internacional y el desarrollo en las Américas, Santiago de Chile, Serie de Seminarios y Conferencias de la CEPAL, No. 15, (coordinador). CEPAL

- Vulnerabilidad social y migración internacional, Buenos Aires, Organización Internacional para las Migraciones y Universidad de Buenos Aires.

- The IMILA Project conducted by CELADE, the Population Division of ECLAC, Coordination Meeting on International Migration, United Nations Department of Economic and Social Affairs, Population Division and Statistical Division (UN/POP/MIG/2002/9), Nueva York. CEPAL

- Envejecimiento y vejez en América Latina y el Caribe: políticas públicas y las acciones de la sociedad, Serie Población y Desarrollo, número 22, (coordinador). CEPAL

- Algunos retos de una sociedad para todas las edades, Comité Nacional para el Adulto Mayor, Impacto del envejecimiento poblacional en la sociedad del 2000, Santiago de Chile. CNAM

- Informe del Seminario Internacional sobre las Diferentes Expresiones de la Vulnerabilidad Social en América Latina y el Caribe, CEPAL/CELADE, Santiago de Chile. CEPAL

- Mecanismos de seguimiento del Programa de Acción sobre la Población y el Desarrollo en los países de Latinoamérica y el Caribe, Serie Población y Desarrollo, número 15, (coordinador). CEPAL

- Resumen y aspectos destacados del simposio sobre migración internacional en las Américas, Serie Población y Desarrollo, número 14, (coordinador). CEPAL

- Informe de relatoría del Simposio sobre Migración Internacional en las Américas, Serie Población y Desarrollo, número 12, Santiago de Chile (coordinador). CEPAL

- Juventud, población y desarrollo en América Latina y el Caribe: problemas, oportunidades y desafíos (LC/G.2113-P), Santiago de Chile (coordinador). CEPAL/FNUAP

- Youth, population and development in Latin America and the Caribbean, ECLAC (LC/L.1339), XXVIII Período de Sesiones de la Comisión, México, D.F., México, (coordinador). CEPAL

 Artículos en libros 
- Migración internacional en J. A. Ocampo, América Latina en la era global, Bogotá. Alfaomega

- Rasgos sociodemográficos y económicos de la migración internacional en América Latina y el Caribe, Capítulos del SELA, 65, Caracas, Venezuela, pp. 26-67 (coautor con Jorge Martínez). SELA

- ’’Vulnerabilidad sociodemográfica: un enfoque para el análisis de los asuntos de población y desarrollo’’, Consejo Nacional de Población de México.

- La migración y la globalización, capítulo 8 de Globalización y Desarrollo, CEPAL (LC/G.2157), Santiago de Chile, pp. 243-272. CEPAL

- Guatemala: población y desarrollo, un diagnóstico sociodemográfico. Serie Población y Desarrollo, número 20, Santiago de Chile, octubre; (existe otra versión que fue publicada por la Secretaría General de Planificación y Programación de Guatemala, Ciudad de Guatemala). CEPAL